# Eurovision Young Dancers 2011
Der 12. Eurovision Young Dancers fand am 24. Juni 2011 im Dansens Hus, in Oslo in Norwegen statt. Es war die erste Ausgabe des Wettbewerbes seit sechs Jahren, da die Wettbewerbe von 2007 und 2009 jeweils abgesagt wurden. Ausrichter des Wettbewerbes 2011 war NRK, welcher erstmals einen EYD austrug.
Sieger wurde der norwegische Tänzer Daniel Sarr mit seinem Tanz Full Force. Es war Norwegens erster Sieg im Wettbewerb. Außerdem war es das erste Mal der Fall, dass der Sieger in seinem Heimatland gewinnen konnte. Auf Platz 2 landete die slowenische Tänzerin Petra Zupančić.

## Austragungsort
Als Austragungsort wählte NRK das Dansens Hus in Oslo aus. Es war der erste EYD den Norwegen austrug.

## Format
Auftreten konnten Tänzer zwischen 15 und 21 Jahren. Es konnten allerdings lediglich Solotänzer oder Paare antreten. Allerdings gab es Änderungen beim Format im Vergleich zum letzten Wettbewerb 2005. So wurde das Halbfinale abgeschafft und es wurde ein Final-Duell eingeführt. So treten in der ersten Runde alle Teilnehmer gegeneinander an, während eine professionelle Jury die zwei besten Teilnehmer für das Final-Duell auswählt. Dort führen die zwei Tänzer dann erneut einen Tanz vor und die Jury bestimmt dann den Sieger sowie den zweiten Platz. Die professionelle Jury bestand 2011 aus folgenden Personen:
- Ilze Liepa
- Michael Nunn
- Fredrik Rydman
- William Trevitt

### Moderation
Als Moderator fungierte der norwegische Moderator Erik Solbakken. Dieser war bereits Moderator des Eurovision Song Contest 2010.

## Teilnehmer

Länder, die am Final-Duell teilgenommen haben
Länder, die im Finale bereits ausgeschieden sind
Länder, die in der Vergangenheit teilgenommen haben, jedoch nicht 2011

Lediglich zehn Länder nahmen 2011 teil, was bis dahin die niedrigste Teilnehmerzahl in der Geschichte des Wettbewerbes darstellte. Schließlich zogen sich im Vergleich zu 2005 gleich sieben Länder vom Wettbewerb zurück. So sagten Belgien, Finnland, Lettland, Rumänien, Tschechien, das Vereinigte Königreich und Zypern alle ihre Teilnahme 2011 ab. Dafür kehrte Deutschland nach zehn Jahren zum Wettbewerb zurück, während Portugal nach 20 Jahren Abstinenz zurückkehrte. Erstmals nahmen auch Kroatien und der Kosovo teil. Für Letzter war es die erste Teilnahme an einem Eurovision-Wettbewerb, wobei Kosovo kein Mitglied der EBU ist und nur über eine Einladung teilnehmen konnte.

## Finale
Das Finale fand am 24. Juli 2011 statt. Zehn Teilnehmer traten gegeneinander an, wovon sich zwei Teilnehmer für das Final-Duell qualifizierten.
| Startnr. | Land                 | Teilnehmer             | Tanz Choreografie (C)                           | Ergebnis      |
| -------- | -------------------- | ---------------------- | ----------------------------------------------- | ------------- |
| 01       | Schweden             | Louise Lind            | Oya C: Mauro Rojas                              | Ausgeschieden |
| 02       | Kroatien             | Grigor Bazdar          | Under the Skin C: Valentina Ivankovic Pelikan   | Ausgeschieden |
| 03       | Deutschland          | Joy Kammin             | Change Your Levels C: Joy Kammin, Erika Winkler | Ausgeschieden |
| 04       | Norwegen (Gastgeber) | Daniel Sarr            | Full Force C: Daniel Sarr, Maria Karlsen        | Qualifiziert  |
| 05       | Kosovo               | Tringa Hysa            | Rebirth C: Rudina Berdynaj                      | Ausgeschieden |
| 06       | Niederlande          | Floor Eimers           | Dutch Breeze C: Floor Eimers                    | Ausgeschieden |
| 07       | Polen                | Adam Jan Myslinski     | Mania – C C: Katarzyna Kmiec                    | Ausgeschieden |
| 08       | Slowenien            | Petra Zupancic         | On the Edge C: Mitja Popovski                   | Qualifiziert  |
| 09       | Portugal             | Ricardo Macedo         | Todos Os Ais Sao Meus C: Catarina Moreira       | Ausgeschieden |
| 10       | Griechenland         | Spiridoula Magkouritsa | Ultima Carta C: Katerina Sarri                  | Ausgeschieden |

### Final-Duell
| Platz | Land                 | Teilnehmer     | Tanz Choreografie (C)                    |
| ----- | -------------------- | -------------- | ---------------------------------------- |
| 1.    | Norwegen (Gastgeber) | Daniel Sarr    | Full Force C: Daniel Sarr, Maria Karlsen |
| 2.    | Slowenien            | Petra Zupancic | On the Edge C: Mitja Popovski            |

## Übertragung
Insgesamt zehn Fernsehanstalten übertrugen die Veranstaltung:
| Land                | Sender              | Zeit                |
| Teilnehmende Länder | Teilnehmende Länder | Teilnehmende Länder |
| ------------------- | ------------------- | ------------------- |
| Griechenland        | ERT1                | Live                |
| Kosovo              | RTK                 | Live                |
| Norwegen            | NRK1                | Live                |
| Polen               | TVP Kultura         | Live                |
| Portugal            | RTP1                | 25. Juni 2011       |
| Schweden            | SVT2                | 25. Juni 2011       |
| Slowenien           | RTV SLO             | 2. Juli 2011        |
| Niederlande         | NTR2                | 3. Juli 2011        |
| Kroatien            | HRT2                | 9. Juli 2011        |
| Deutschland         | WDR Fernsehen       | 10. Juli 2011       |